# Balsas-Zwergbeutelratte
Die Balsas-Zwergbeutelratte (Tlacuatzin balsasensis) ist eine Säugetierart aus der Familie der Beutelratten (Didelphidae), die in Mexiko im Einzugsgebiet des Río Balsas in den Bundesstaaten Jalisco, Michoacán, Guerrero, Morelos, Estado de México und Puebla sowie in einem kleinen, angrenzenden Teil von Oaxaca vorkommt.

## Merkmale
Das Rückenfell ist bräunlich, mit einem leicht grauen Einschlag, die Unterseite ist gelbbraun. Die Füße sind cremefarben bis weißlich. Der Schwanz ist zweifarbig, mit einer bräunlichen Oberseite und einer blassen Unterseite. Der Schädel, das Nasenbein und das Gaumenbein sind lang und breit. Die Condylobasilarlänge beträgt mehr als 28,5 mm.

## Lebensraum
Die Balsas-Zwergbeutelratte lebt in tropischen Trockenwäldern im Westen Mexikos, kommt aber auch in einer Vielzahl von weiteren Lebensräumen vor, die von Kiefern-Eichenwäldern bis hin zu Gestrüpp reichen. Wie die Caesalpinie Caesalpinia oyamae, der Skorpion Centruroides balsasensis und der Michoacán-Schwarzleguan (Ctenosauria clarki) ist die Balsas-Zwergbeutelratte ein Endemit des Balsas-Flussbeckens. Es handelt sich möglicherweise um eine bedrohte Art, da sie im tropischen Trockenwald vorkommt, einem in Mexiko stark fragmentierten und gestörten Ökosystem. 

## Belege
1. ↑  
Jésica Arcangeli, Jessica E. Light, Fernando A. Cervantes: Molecular and morphological evidence of the diversification in the gray mouse opossum, Tlacuatzin canescens (Didelphimorphia), with description of a new species. Journal of Mammalogy, Volume 99, Issue 1, Februar 2018, S. 138–158, doi: 10.1093/jmammal/gyx173